# Georg Karth
Georg Karth (* 1884; † nach 1908) war ein deutscher Kunstturner.

## Biografie
Georg Karth startete bei den Olympischen Sommerspielen 1908 in London. Im Einzelmehrkampf belegte er den 50. Rang.